# Lidija Iwanowna Deikun-Blagonrawowa
Lidija Iwanowna Deikun-Blagonrawowa (russisch Лидия Ивановна Дейкун-Благонравова, geb. Deikun russisch Дейкун; * 15.jul. / 27. Januar 1889greg. in Nischyn, Russisches Kaiserreich; † 1980) war eine russische bzw. sowjetische Theater- und Film-Schauspielerin, Theaterregisseurin und Schauspiellehrerin.

## Leben
Lidija Deikun-Blagonrawowa ließ sich bis 1910 von Alexander Iwanowitsch Adaschew zur Schauspielerin ausbilden und erlangt im selben Jahr den Abschluss am Staatlichen Institut für Theaterkunst (GITIS). Anschließend erhielt sie ein Engagement beim Moskauer Kunsttheater (MchAT) und gehörte ab 1913 zum ersten Ensemble des Hauses. 1918 begann ihre Laufbahn als Regisseurin mit einer Inszenierung von Gabriele D’Annunzios La figlia di Jorio, in der u. a. Serafima Germanowna Birman auftrat. Von 1924 bis 1936 war Deikun-Blagonrawowa im zweiten Ensemble des MChAT als Darstellerin und Regisseurin aktiv, 1930 trat sie in der Uraufführung von Alexander Afinogenows Чудак (Tschudak) auf. 1934 inszenierte sie außerdem am Moskauer Theater der Transportarbeiter Alexander Ostrowskis Tolles Geld. Von 1936 bis 1940 stand sie beim Gogol-Zentrum unter Vertrag, brachte nebenbei aber auch 1937 Alexander Ostrowskis Нахлебник (Nachlebnik) am Theater des Oblast Moskau auf die Bühne. Dort gab sie auch die Hauptrolle in einer Bearbeitung des Romans Die Mutter von Maxim Gorki. Zwischen 1940 und 1944 gehörte sie dem Theater der Revolution an, trat 1940 jedoch ebenfalls am Moskauer Komödientheater auf. Deikun-Blagonrawowa porträtierte insbesondere energische, ausdauernde und bodenständige Figuren.
Auf der Leinwand war sie erstmals 1917 in dem ein Jahr zuvor produzierten Kurzfilm Цветы запоздалые (Zwety saposdalyje) von Boris Michailowitsch Suschkewitsch zu sehen. In der Adaption einer Erzählung Anton Tschechows gab Deikun-Blagonrawowa die Mutter der Hauptfigur. Dem folgte 1918 die Komödie Заживо погребённый (Saschiwo pogrebjonny). Neben zwei weiteren Werken in diesem Genre war sie 1937 in На Дальнем Востоке (Na Dalnem Wostoke) nach Pjotr Andrejewitsch Pawlenkos Roman На Востоке (Na Wostoke) zu sehen. Ihren Abschied vor der Kamera gab die dunkelhaarige Mimin 1946 als Kräuterheilerin in Die steinerne Blume.
Von 1932 bis 1949 trat sie auch als Schauspiellehrerin am GITIS in Erscheinung. Ab 1944 war Deikun-Blagonrawowa außerdem Leiterin der Schtschepkin-Theaterschule sowie diverser Studios innerhalb des GITIS. Seit 1946 hatte sie eine Professur inne. Zu ihren Schülerinnen gehörte Albina Matwejewna Umerla.
Deikun-Blagonrawowa trug seit 1933 den Titel Verdiente Künstlerin der RSFSR.
Vereinzelten Angaben zufolge gehörten sie und ihr Ehemann A. I. Blagonrawow in den 1920er Jahren der anarcho-mystizistischen Gruppierung Russischer Templerorden an.

## Theaterarbeit (Auswahl)

### Moskauer Kunsttheater, 1. Ensemble
- Der lebende Leichnam – von Leo Tolstoi
- Peer Gynt – nach Henrik Ibsens dramatischem Gedicht
- Der blaue Vogel – von Maurice Maeterlinck
- Eine Dummheit macht auch der Gescheiteste – von Alexander Ostrowski
- Das Friedensfest – von Gerhart Hauptmann
- Hamlet – von William Shakespeare

### Moskauer Kunsttheater, 2. Ensemble
- Alle Tage ist kein Sonntag – von Alexander Ostrowski
- In der Schlucht – von Anton Tschechow

## Filmografie
- 1917: Цветы запоздалые (Zwety saposdalyje) (Kurzfilm)
- 1918: Заживо погребённый (Saschiwo pogrebjonny)
- 1925: Der Schneider von Torshok (Sakroischtschik is Torschka)
- 1937: На Дальнем Востоке (Na Dalnem Wostoke)
- 1940: Старый наездник (Stary najesdnik)
- 1946: Die steinerne Blume (Kamenny zwetok)